# قماریه
قماریه (در زبان کردی قوماریه= Ghomarieh) اسم یکی از روستاهای شهرستان مهاباد در آذربایجان غربی است. این روستا به دلیل وقوع جنگ بین دولت جمهوری اسلامی ایران و احزاب کردی خالی از سکنه شد. اهالی این روستا اکنون در روستاهای مجاور مانند دهبکر (Dehbokr)، سلیم ساغول (Salim Sagol) و شهر مهاباد اسکان یافته اند. تنها سکنه فصلی این روستا برای پرورش دامهای خود یا انجام کارهای کشاورزی به صورت فصلی به این منطقه کوچ می کنند.